# Perossiredoxina
La perossiredoxina (nota anche con la sigla Prx) è un enzima appartenente alla classe delle ossidoreduttasi, che catalizza la seguente reazione:
2 R′-SH + ROOH ⇄ R′-S-S-R′ + H2O + ROH
Con tale termine ci si riferisce ad un'ampia famiglia ubiquitaria di proteine antiossidanti, caratterizzate tutte dalla medesima attività enzimatica ma divisibili, sulla base della struttura, in tre tipologie differenti:
- perossiredoxine tipiche a due cisteine;
- perossiredoxine atipiche a due cisteine;
- perossiredoxine a una cisteina.

La reazione di questa perossidasi comprende due passaggi che ruotano attorno ad una cisteina redox-attiva chiamata cisteina perossidatica. Le tre classi condividono il primo passaggio, nel quale la cisteina perossidatica attacca il substrato perossidico e viene ossidata ad S-idrossicisteina. Il secondo passaggio, che consiste nella rigenerazione della cisteina, avviene in modo differente nelle tre diverse classi. Per le Prx tipiche a due cisteine, la S-idrossicisteina è attaccata da una cisteina localizzata al CTD della seconda subunità della proteina, a formare un ponte disolfuro che viene poi ridotto da specifici agenti riducenti cellulari contenenti tioli (R′-SH come la tioredoxina, la triparedoxina, AhpF o AhpD). Nelle Prxs atipiche a due cisteine, invece, entrambe le cisteine si trovano sullo stesso polipeptide. Nelle Prxs ad una cisteina, invece, la cisteina perossidatica viene ridotta direttamente dalle già citate molecole riducenti.